# 二道桥站
二道桥站（維吾爾語：ئيرداۋچىياۋ بېكىتى‎，拉丁维文：Yrdawciyaw békiti）是乌鲁木齐地铁1号线的地铁车站，位于中国新疆维吾尔自治区乌鲁木齐市天山区解放南路与团结路交叉口北侧，于2019年6月28日开通。

## 车站结构

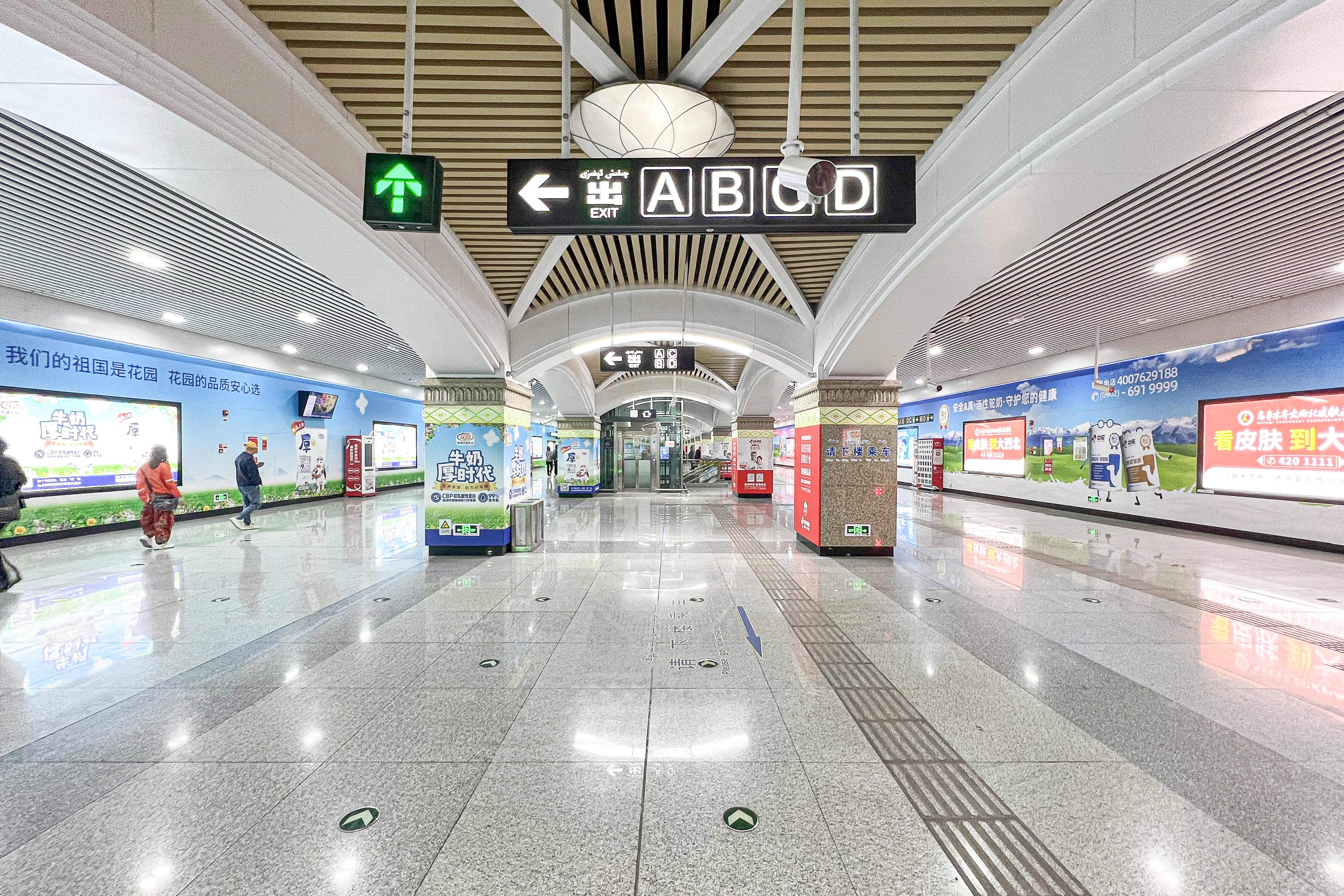
站厅

二道桥站沿解放南路南北向设置，为地下二层岛式站台车站，车站长206米，标准段宽21.6米，车站地下一层为站厅层，地下二层为站台层，站台设置全高站台门。
| 地面              | 出入口 | A、B、C、D出入口                                                                                            |
| 地下一层          | 站厅   | 客服中心、自动售票机、验票机                                                                                |
| 地下二层          | 站台   | \| \| \| █ 1号线往国际机场（南门） \| \| 島式 · 開左邊车门 \| \| \| \| \| \| █ 1号线往三屯碑（新疆大学） \| |
|                   |        | █ 1号线往国际机场（南门）                                                                                   |
| 島式 · 開左邊车门 |        | |
|                   |        | █ 1号线往三屯碑（新疆大学）                                                                                 |

## 车站出口
二道桥站共有4个出入口，各出口及周围设施如下所示：
| 编号                | 出入口信息                         | 照片 | 无障碍设施 |
| ------------------- | ---------------------------------- | ---- | ---------- |
| A · 出口            | 解放南路西侧，二道桥大巴扎，白大寺 |      | 不適用     |
| B · 出口            | 解放南路东侧，撒拉寺               |      | 不適用     |
| C · 出口            | 解放南路东侧，新疆国际大巴扎       |      | 不適用     |
| D · 出口 · （设有） | 解放南路西侧，南大寺               |      |            |
| 图例： 设有         |                                    |      |            |

## 接驳交通

### 公交车
- 新疆国际大巴扎：61路，70路，104路，104路支线，308路，911路，920路，D009路，T008路
- 二道桥：10路，16路，21路，63路，301路，310路，311路，911路，912路，923路，D015路

## 车站历史
- 2019年6月28日，车站随1号线全线通车开通[1]。
- 2020年
  - 2月2日，受新冠疫情影响，车站暂停运营[4]。3月11日，车站恢复运营[5]。
  - 7月16日，受新冠疫情影响，车站暂停运营[6]。9月20日，车站恢复运营[7]。